# Fred (restaurant)
Fred is een restaurant in Rotterdam. Het restaurant werd in 2008 geopend door Fred Mustert en heeft sinds 2014 twee Michelinsterren. De eetgelegenheid heeft 17,5 van de 20 punten in de GaultMillau-gids.

## Locatie

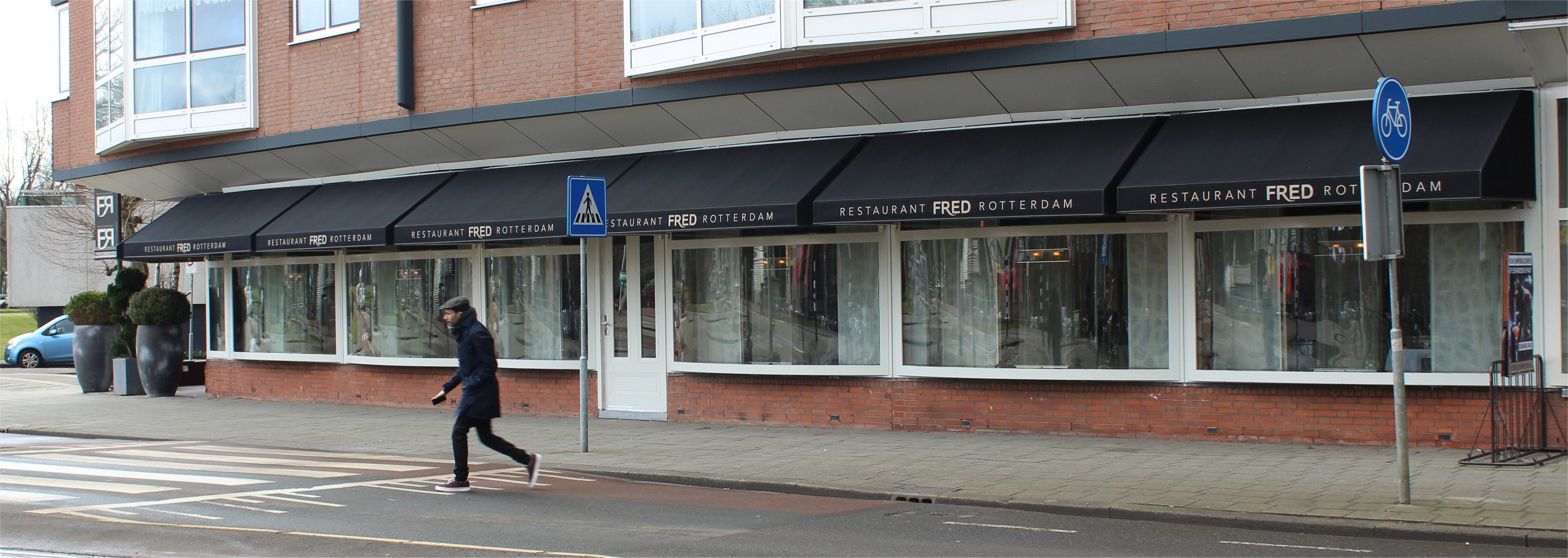
Restaurant Fred in 2018 op de vorige locatie aan de Honingerdijk.

Het restaurant was van 2008 tot en met 2022 gelegen aan de Honingerdijk in de Rotterdamse wijk Kralingen. De eetgelegenheid onderging in 2018 een make-over door interieurontwerper Jeroen Smeele. De zaak kreeg onder andere een object van leer met 24 karaats bladgoud en een lichtkunstwerk op het plafond bestaande uit de handtekening van Fred Mustert zelf.
In 2022 werd bekend dat het restaurant zou verhuizen naar de Boompjes in het centrum van Rotterdam. De nieuwe locatie is de plint van het 110-meter hoge woongebouw Terraced Tower. In januari 2023 opende Fred op de nieuwe locatie. Het gebouw is gesitueerd aan de Maasboulevard en aan de voet van de Willemsbrug.

## Geschiedenis
Eigenaar en chef-kok Fred Mustert begon zijn carrière bij De Zwethheul, hier behaalde hij in 1990 een Michelinster. In 1995 nam hij La Vilette over, waar hij in 2003 werd onderscheiden met een Michelinster. Begin 2007 verkocht hij het restaurant. Mustert opent het restaurant Fred, vernoemd naar zijn voornaam, in juni 2008.

### Erkenning
De eetgelegenheid werd in 2010 onderscheiden met een eerste Michelinster, in 2012 volgde een tweede ster. GaultMillau kende in 2024 het restaurant 17,5 van de 20 punten toe en Fred ontving uit hun handen in 2012 de prijs voor Wijnkaart van het Jaar. De Nederlandse restaurantgids Lekker heeft Fred ook al jaren hoog in hun top 100 staan. In 2022 op de tiende plek en 2025 op de negende positie van beste restaurants van Nederland.